# 高玄岱
高 玄岱（こう げんたい、慶安2年2月15日（1649年3月27日） - 享保7年8月8日（1722年9月18日））は、江戸時代前期の儒学者、書家・篆刻家である。姓が深見氏であったので深見玄岱とも呼ばれる。
字を子新・斗瞻、 号を天漪・婺山、通称を新右衛門と称した。また玄岱は元泰とも書く。長崎の人。

## 略伝
玄岱の祖父である高寿寛は渤海出身の福建省漳州の人で日向国都城に渡来し、その後帰国した。父である高大誦（和名を深見久兵衛、または休兵衛）は、16歳で父を訪ねて帰国し各地を遍歴した経験があり、寛永6年（1629年）に長崎に移り住んで唐通事（通訳）として活躍した。石橋を寄進し、また隠元隆琦の招聘メンバーに名を連ねる名士であった。
玄岱は父が47歳のときに次男として生まれる。黄檗僧独立性易に師事して経学・医学を学び、その傍ら書法や篆刻をも会得する。
天和・貞享年間に噂をきいた薩摩藩に招かれ儒医となったが病のために致仕しその後20年間は長崎で暮らす。流麗な草書は林道栄とともに長崎の二妙と謳われ、後に唐様の書家として市河米庵などが賞賛している。
宝永6年（1709年）に新井白石の推挙によって江戸に出て、室鳩巣・三宅観瀾とともに幕府の儒官として仕える。正徳度の朝鮮通信使に詩文を応酬して称賛された。『大清会典』の翻訳を手がけている。友人の榊原篁洲らに篆刻を指南し、初期江戸派の形成に関ったと目されている。この頃池永一峰の『一刀万象』に序文を寄せている。
享保3年（1718年）、平林寺（埼玉県新座市野火止）に師独立を記念して戴渓堂を建立。独立の持仏を祀り、木牌に行状（『明独立易禅師碑銘幷序』）を記した。同6年に儒官を退いたのち、翌年8月74歳にて没し上野東叡山護国院に葬られた(のち多磨霊園に改葬)。
長男は儒者として家を継いだ深見有隣。次男の高頤斎（玄融）も書家・篆刻家として多くの門人を育てた。

## 著作
- 『高元泰養生訓』
- 『斗瞻集』十巻

## 作品
- 『施無畏』浅草寺本堂　享保12年（1727）奉納